# Save Your Kisses for Me
Chansons représentant le Royaume-Uni au Concours Eurovision de la chanson
Let Me Be the One
(1975) Rock Bottom
(1977)
Chansons ayant remporté le Concours Eurovision de la chanson
 Ding-a-dong
(1975)  L'Oiseau et l'Enfant
(1977)
Save Your Kisses for Me (litt. « Garde tes baisers pour moi ») est la chanson gagnante du Concours Eurovision de la chanson 1976, interprétée par le groupe anglais Brotherhood of Man. C'est la troisième victoire du Royaume-Uni à l'Eurovision.

## Concours Eurovision de la chanson
Elle est intégralement interprétée en anglais, langue nationale, le choix de langue étant toutefois libre entre 1973 et 1976. L'orchestre est dirigé par Alyn Ainsworth.
Il s'agit de la première chanson interprétée lors de la soirée, avant Djambo, Djambo de Peter, Sue et Marc qui représentaient la Suisse. À l'issue du vote, elle a obtenu 164 points, se classant 1re sur 18 chansons,.

## Liste des titres
| A1. | Save Your Kisses for Me | Tony Hiller (en), Lee Sheriden (en), Martin Lee (en)       | Tony Hiller, Lee Sheriden, Martin Lee                 | 3:02 |
| B1. | Let's Love Together     | Tony Hiller, Lee Sheriden, Martin Lee, Sandra Stevens (en) | Tony Hiller, Lee Sheriden, Martin Lee, Sandra Stevens | 2:59 |

## Classements
| Classement (1976)                      | Meilleure position |
| -------------------------------------- | ------------------ |
| Afrique du Sud                         | 4                  |
| Allemagne (Media Control AG)           | 2                  |
| Australie (ARIA)[réf. nécessaire]      | 1                  |
| Autriche (Ö3 Austria Top 40)           | 3                  |
| Belgique (Flandre Ultratop 50 Singles) | 1                  |
| Espagne (PROMUSICAE)[réf. nécessaire]  | 1                  |
| États-Unis (Hot 100)                   | 27                 |
| États-Unis (Adult Contemporary)        | 1                  |
| France (IFOP)                          | 1                  |
| Irlande (IRMA)                         | 1                  |
| Italie (AFI)                           | 41                 |
| Norvège (VG-lista)                     | 1                  |
| Nouvelle-Zélande (RMNZ)                | 9                  |
| Pays-Bas (Nederlandse Top 40)          | 1                  |
| Pays-Bas (Single Top 100)              | 1                  |
| Royaume-Uni (UK Singles Chart)         | 1                  |
| Suède (Sverigetopplistan)              | 6                  |
| Suisse (Schweizer Hitparade)           | 2                  |

| Classement de fin d'année (1976) | Meilleure position |
| -------------------------------- | ------------------ |
| Allemagne (Media Control AG)     | 19                 |
| Autriche (Ö3 Austria Top 40)     | 18                 |
| France (IFOP)                    | 7                  |
| Royaume-Uni (UK Singles Chart)   | 1                  |
| Suisse (Schweizer Hitparade)     | 9                  |